# Historia de Macao

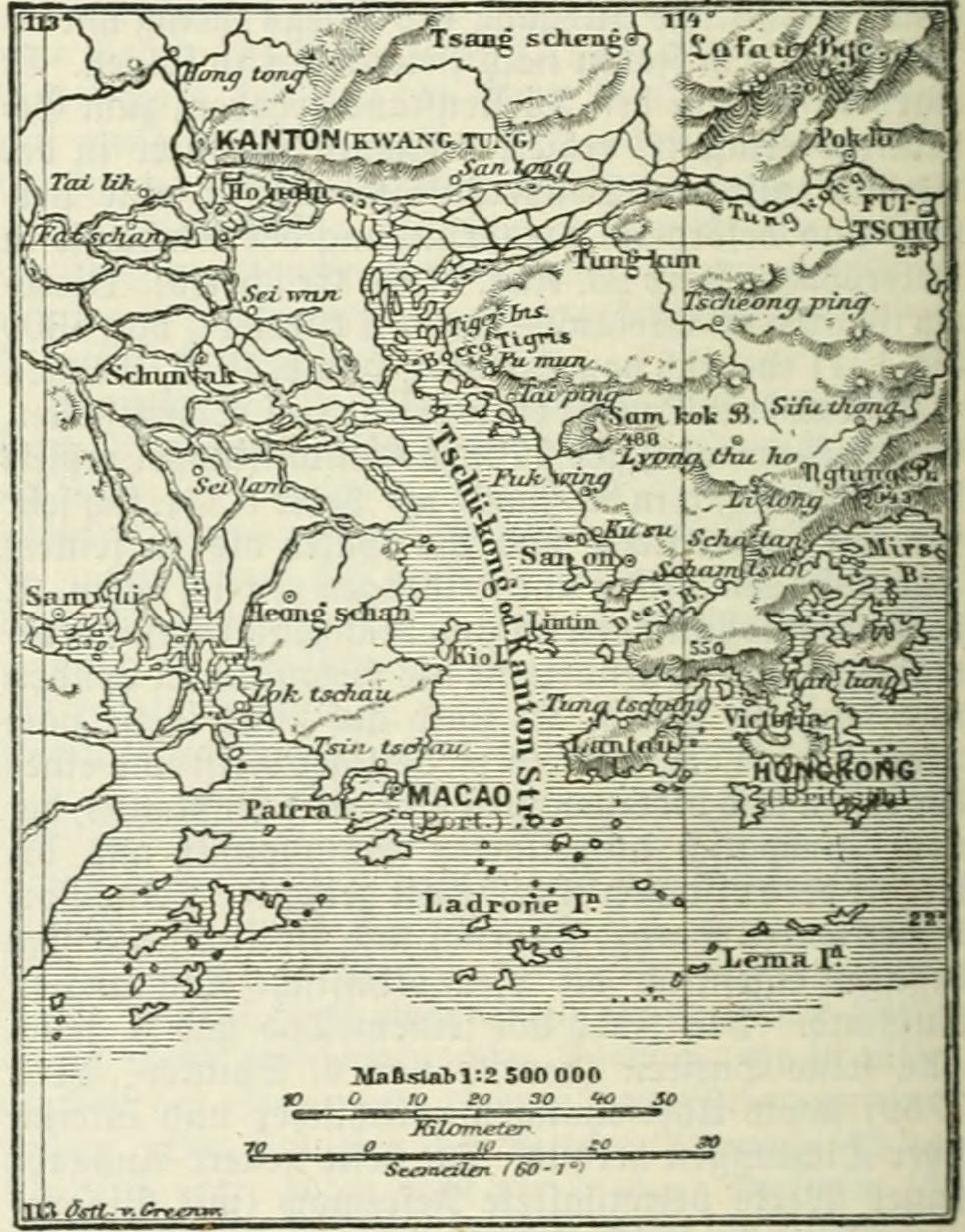
Mapa de Macao.

La historia de Macao se remonta 6000 años e incluye muchas diferentes y diversas civilizaciones y periodos de existencia.

## Historia temprana

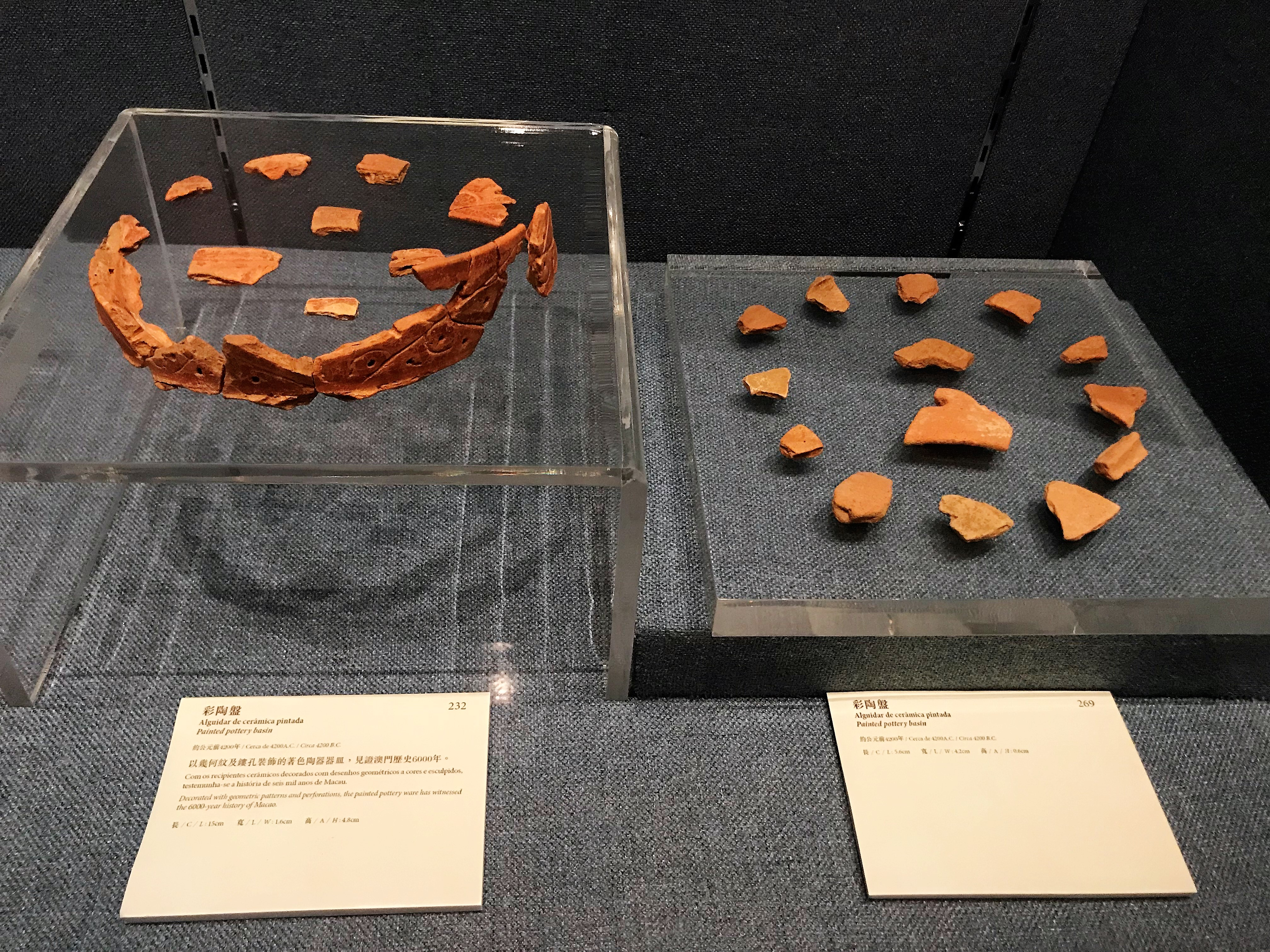
Piezas de vasijas y cerámicas en Macao

En la península de Macao se han encontrado evidencias de la cultura china que datan entre 4000 y 6000 años y en las islas Coloane otras fechadas en 5000 años de antigüedad. La Región administrativa especial de Macao está formada por una península principal y dos pequeñas islas, Taipa y Coloane, unidas con el continente y entre ellas por puentes.
Taipa es la zona de la industria del juego con grandes casinos de juego y hoteles que ya han superado en recaudación a la mismísima Las Vegas.
Al sur de Taipa está Coloane, una isla originalmente independiente, pero unida hoy artificialmente a Taipa. La parroquia de São Francisco Xavier está situada en esta pequeña isla, lo mismo que una pequeña plaza adoquinada al estilo portugués con soportales en los que se puede encontrar terrazas de restaurantes donde comer.

## Tiempos imperiales
Los registros históricos muestran que más tarde, bajo la dinastía Qin (221-206 a. C.), Macao formó parte del distrito de Panyu, gobernación de Nanhai, provincia de Cantón. Durante la Dinastía Jin (265-420) la zona era parte de la gobernación de Dongguan y más tarde dependerá alternativamente de Nanhai y Dongguan. En 1152 (durante la Dinastía Song, 960-1279) dependerá administrativamente del nuevo distrito de Xiangshan. 
Desde al menos el siglo V, los buques mercantes que navegaban entre el Sureste Asiático y Cantón utilizaron Haojingao como una parada para refugio, aguada y bastimento. 
Los miembros de la dinastía Song del Sur y unos 50 000 partidarios de ellos, desplazados por la guerra, fueron los primeros habitantes registrados en la zona, buscando refugio en Macao de los invasores mongoles en 1277. 
Consiguieron establecerse allí y defender el asentamiento de los intentos de conquista mongola.

## Establecimiento portugués

### El asentamiento

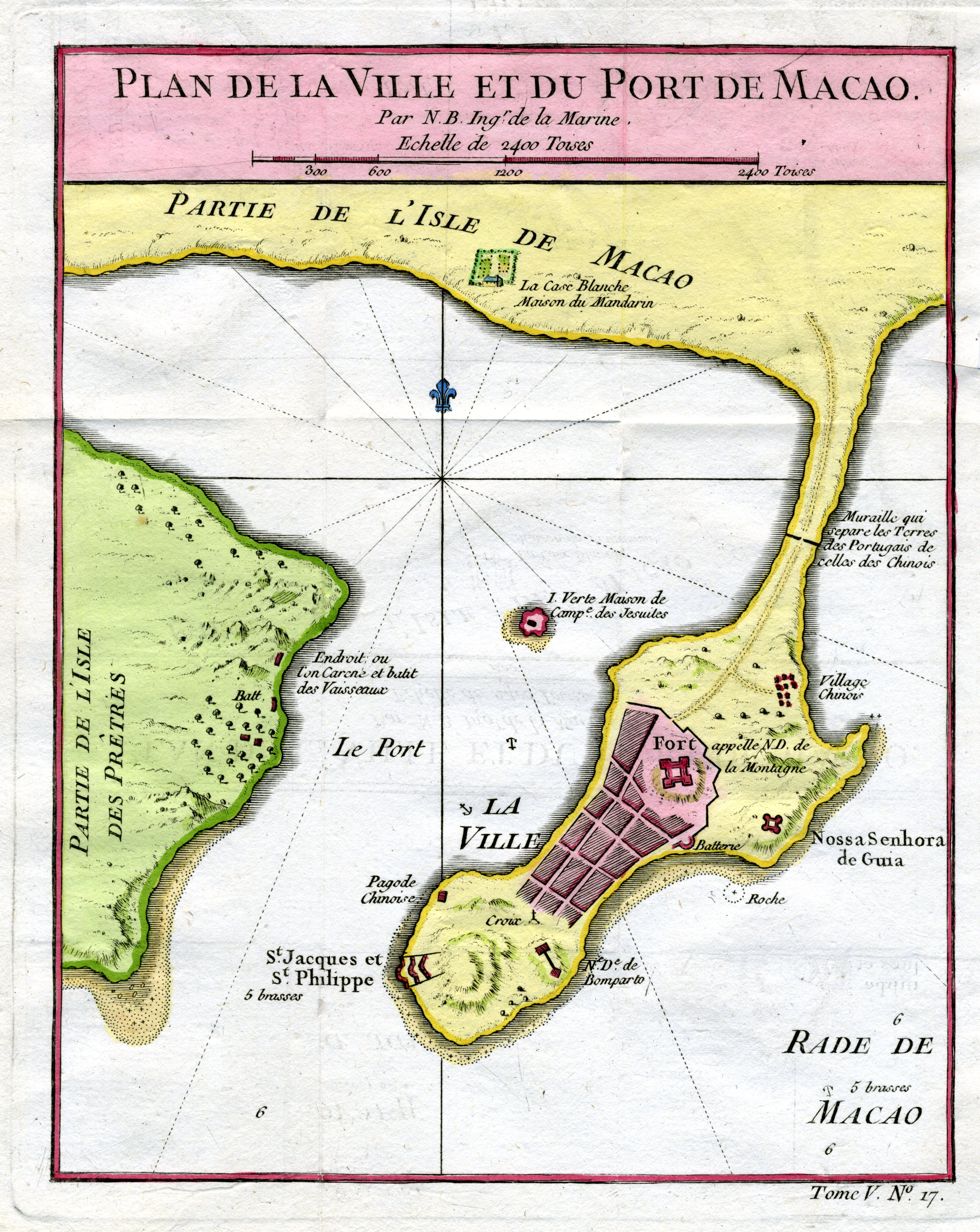
Plano de la ciudad y puerto de Macao.

Macao no se desarrolló como establecimiento importante hasta la llegada de los portugueses en el siglo XVI. Habiéndose establecido en Goa en 1510 y Malaca en 1511, los primeros portugueses llegaron en la costa de China a 1513 desde Malaca. Arribaron a la isla Lintin, en el estuario del río Zhujiang (también llamado Río de las Perlas) y erigieron ahí un jalón de piedra reclamando la isla para el rey de Portugal. 
Cuando las flotas portuguesas llegaron en los alrededores de Haojing'ao en 1517 y 1518, los funcionarios chinos expresaron su disgusto por las violaciones de la soberanía de China. Los aventureros portugueses fueron expulsados a la fuerza de la costa de Guangdong (Cantón) en 1521.
Después del naufragio de un navío portugués en 1536, se permitió a comerciantes portugueses fondear en Haojingao. La mayor parte de los historiadores notan la fecha de la presencia permanente de los portugueses en Macao como 1553, el año en que comenzaron a establecer allí almacenes de comercio en tierra.
Aunque otros intentos portugueses de establecerse en otras islas de la costa sur de China –incluso la isla Shangchuan– habían fallado, Macao prosperó. Los portugueses establecen bases de operaciones allí para el comercio con China, sobre todo Cantón, y para el comercio con Japón. 
Tanto comerciantes portugueses como chinos afluyeron a Macao, y rápidamente se hizo un polo importante en el desarrollo del comercio de Portugal con India, China del sur, Japón, y Sudeste Asiático. Lisboa obtuvo el arrendamiento de Macao a cambio de rendir pleitesía a Pekín en 1557, y en aquel mismo año, estableció allí una población amurallada. 
En 1563, el número de habitantes de Macao era de un millar de portugueses casi todos casados con malayas y japonesas convertidas al cristianismo y unos pocos millares de malayos de Malaca, indios y esclavos africanos. Macao se convertía en la puerta de entrada del cristianismo para todo el Imperio Chino. Así lo entendieron los misioneros españoles establecidos en Manila (Franciscanos, Agustinos, Dominicos), quienes se apresuraron a establecerse en Macao. Pero al momento el Virrey portugués de Goa exigió que estos establecimientos fueran entregados a órdenes religiosas portuguesas. Agustinos y Dominicos se las ingeniaron para no cumplir dicha orden.
La pequeña ciudad de Macao quedó sembrada de iglesias y conventos. Además de la Catedral y de las casas franciscana, agustina y dominica, se erigieron las parroquias de San Lázaro, San Antonio y San Lorenzo, el monasterio de monjas de Santa Clara, la Santa Casa de Misericordia, el Seminario de San José y el Colegio Universitario de San Pablo.
Los pagos de alquiler de tierra comenzaron en 1573. China retuvo la soberanía y los residentes chinos estaban sujetos a la ley china, pero el territorio estaba bajo administración portuguesa. 
En 1575, el Papa Gregorio XII elevó Macao al rango de sede episcopal. El primer obispo fue el jesuita Melchor Carneiro. La jurisdicción se extendía a China, Japón y Corea.

### Durante la Unificación con España
En 1580, tras el triunfo español en la batalla de Alcántara, se produce la Unificación Ibérica bajo Felipe II. Hasta 1583, territorios insulares de Portugal como Azores no reconocerían la soberanía de los Habsburgo, y ello solo tras destacadas victorias como en la batalla de la Isla Terceira y la Conquista española de las Azores. Macao al final reconocería al rey español como soberano. Pero manteniendo su autonomía, su comercio y la bandera de Portugal. 
En 1582 se firmó un documento de arriendo de tierra con China, y el alquiler anual se pagaba al condado de Xiangshan. En 1586 Macao fue nombrada ciudad por Felipe I de Portugal con el nombre de Cidade do Nome de Deus de Macau.  
En 1605, los ataques holandeses llevaron a los portugueses a construir una muralla sin el permiso de China. 
En junio de 1622, cuando la mayor parte de los habitantes de Macao se encontraban embarcados en diferentes viajes comerciales, una flota holandesa de 17 barcos asedió la ciudad. No quedaban en ella más de 80 hombres para empuñar las armas. El primer tiro de cañón dirigido por el famoso astrónomo jesuita de la corte de Pekín, el padre Rho, acertó y precipitó la fuga de los atacantes.
Después de que en diciembre de 1640 la Casa de Braganza recuperara el control de Portugal a los Habsburgo españoles iniciándose la Guerra de Restauración portuguesa, a Macao le fue concedido el título oficial de Cidade do (Santo) Nome de Deus de Macao, Não há outra mais Leal, que significa la "Ciudad del (Santo) Nombre de Dios de Macao, no hay ninguna más Leal". 
El lema «no hay ninguna más leal» fue concedido en honor al hecho de que el territorio de Macao (Amacao, en escrituras portuguesas más antiguas) nunca reconoció la soberanía española, y mantuvo la bandera portuguesa.

### La Restauración de Portugal

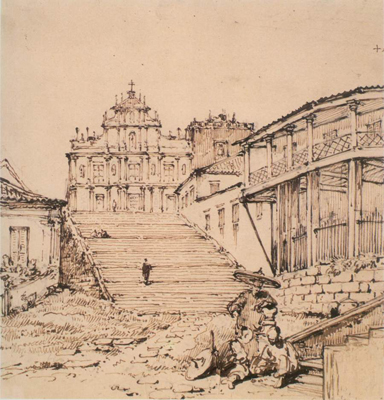
Catedral de San Pablo, construida en 1602, que fue destruida por un incendio en 1835.

Al principio, los portugueses desarrollaron el puerto de Macao como un puerto dedicado al comercio con China-Japón y como un puerto de organización de travesías de Lisboa a Nagasaki. Cuando los funcionarios chinos prohibieron el comercio directo con Japón en 1547, los comerciantes portugueses de Macao se encargaron de mantener el intercambio de mercancías entre los dos países. El primer gobernador portugués de Macao fue designado en 1680, pero los chinos siguieron imponiendo sus autoridades, recaudando impuestos de aduana y tierra.
China oficialmente estableció Macao como un puerto de comercio exterior en 1685.
Durante los siglos XVII, XVIII, y XIX, Macao fue un centro importante del comercio portugués con China (principalmente con Cantón), Japón, las Filipinas, Sudeste Asiático continental e insular, Goa y México durante las dinastías Ming (1368–1643) y Qing (1644–1911).
Hacia 1800 Macao era solo una pequeña ciudad de unos 12 000 habitantes, en sus dos terceras partes de raza china.
El desarrollo de Hong Kong por los británicos tras la primera guerra del Opio y la apertura de puertos al comercio exterior a lo largo de la costa de China desde de 1842, eclipsó la importancia comercial de Macao. 
Hasta el 20 de abril de 1844, Macao estaba bajo la jurisdicción de las colonias indias de Portugal, el llamado "Estado portugués de la India", pero desde esa fecha, este, junto con Timor Oriental, Lisboa reconoció (aunque no Pekín) Macao como una provincia ultramarina de Portugal. 
El Tratado de Paz, Amistad, y Comercio entre China y los Estados Unidos (también conocido como el Tratado de Mong Há) fue firmado en un templo de Macao el 3 de julio de 1844. El templo fue usado por un administrador judicial chino, que también supervisó la firma, el 3 de julio de 1844, del tratado de Wangxia (nombrado en honor al pueblo de Mong Ah donde estaba el templo) entre representantes de los Estados Unidos y de China. Este tratado marcó oficialmente el inicio de las relaciones chino-estadounidenses. 
Con Hong Kong establecido como una colonia de la Corona británica, el estado de Macao, como centro de comercio regional principal disminuyó porque los barcos más grandes preferían el puerto de aguas profundas de Victoria. En 1845 Portugal declaró a Macao puerto franco, expulsó a funcionarios y soldados chinos, y a partir de entonces impuso impuestos para los residentes chinos. En 1849, Portugal declaró la colonia independiente de China.
Portugal siguió pagando el arriendo a China hasta 1849, cuando los portugueses abolieron la aduana china y declararon "la independencia" de Macao, un año que también vio la venganza china y finalmente el asesinato del gobernador Ferreira do Amaral. En 1849 Portugal consiguió el control de la isla de Wanzai, al norte de Macao, pero la abandonó en 1887 y hoy en día está bajo la jurisdicción de Zhuhai.
El control de Taipa (en chino: 氹仔; Jyutping: Tam5 Zai2; pinyin: Dàngzǎi) y Coloane (en chino: 路環; Jyutping: Lou6 Waan4; pinying: Lùhuán), dos islas al sur de Macao, se consiguió entre 1851 y 1864. El Tratado de Tianjin (firmado el 13 de agosto de 1862) reconoció a Macao como colonia portuguesa, pero ya que China nunca ratificó el tratado, Macao nunca se cedió oficialmente a Portugal. Macao y Timor Oriental se unieron como una provincia de ultramar de Portugal bajo el control de Goa en 1883. 
El Protocolo para las relaciones chino-portuguesas (firmado en Lisboa el 26 de marzo de 1887) establece la "ocupación perpetua confirmada y gobierno" de Macao por Portugal (con la promesa de Portugal de "no enajenar nunca Macao y sus dependencias sin acuerdo con China"). Taipa y Coloane también fueron traspasados a Portugal, pero la frontera con el continente no se delimitó. El Tratado de Comercio y Amistad (del 28 de agosto de 1888) reconoció la soberanía portuguesa sobre Macao, pero nunca fue ratificado por China. Ilha Verde (en chino: 青洲; Jyutping: Ceng1 Zau1 o Cing1 Zau1; pinyin: Qīngzhōu) fue incorporada al territorio de Macao en 1890 y, hacia 1923, la colonia portuguesa también absorbió un kilómetro de costa alrededor de la península.
Macao disfrutó de un breve período de prosperidad económica durante la Segunda Guerra Mundial ya que era el único puerto neutral en el sur de China, tras la ocupación japonesa de Cantón y Hong Kong. En 1943, Japón creó un protectorado virtual sobre Macao, que se prolongó hasta agosto de 1945.

### Tras la Segunda Guerra Mundial

Proclamación de la República Popular China en 1949.

Después de la Segunda Guerra Mundial, el líder de Portugal, António de Oliveira Salazar, trató de mantener intacto lo que quedaba del Imperio en momentos donde todos los países europeos comenzaban a retirarse de sus colonias. 
Cuando los comunistas chinos subieron al poder en 1949, declararon que el Protocolo de Lisboa era inválido, ya que era "un tratado desigual" impuesto por extranjeros a China. Sin embargo, Pekín no estaba preparado para discutir la cuestión y decidió mantener el status quo hasta que se diera un momento más apropiado. Pekín tomó una posición similar en tratados acerca de los territorios de Hong Kong del Reino Unido. 
En 1955, el régimen fascista de Salazar declaró Macao, así como otras colonias portuguesas, "provincia de ultramar" de Portugal. Sin embargo, en 1961, un puñado de tropas portuguesas guarnecidas en Goa no pudieron evitar que las tropas indias ocuparan la colonia en pocas horas. Comenzaba así una larga y sangrienta guerra para sofocar a las fuerzas anticolonialistas que surgían principalmente en África.
Los disturbios en Macao estallaron en 1966, cuando los residentes chinos chocaron con la policía local. El gobierno portugués alcanzó un acuerdo con los líderes chinos para terminar con el flujo de refugiados y prohibir todas las actividades del Kuomintang. Este acuerdo terminó con el conflicto, y las relaciones entre el gobierno y las organizaciones izquierdistas siguieron siendo pacíficas en gran medida. 

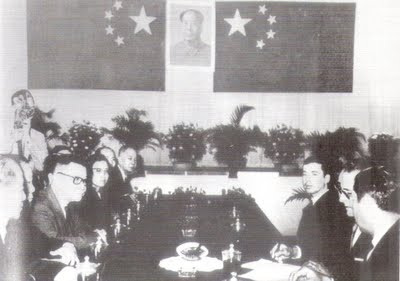
Reunión en Macao presidida por el retrato del presidente de la República Popular China, Mao Zedong, en 1966

En 1974, se produjo en Portugal la Revolución de los Claveles, que terminó con la caía de la Dictadura. El nuevo gobierno inició un proceso de democratización y abandonó todas las reclamaciones coloniales. El país reconoció la independencia de sus colonias y la soberanía de China sobre Macao e incluso ofreció traspasar el control efectivo del territorio, sin embargo, los chinos juzgaron que todavía no era el momento indicado y prefirieron esperar a que el asunto madurara un poco más.
El 31 de diciembre de 1975, el Gobierno portugués retiró las tropas que aún tenía apostadas en Macao. El presidente António Ramalho Eanes asistió a la Asamblea General de las Naciones Unidas un año más tarde, y discutió con el representante chino, Huang Hua, el establecimiento de relaciones diplomáticas entre Portugal y China, incluyendo las cuestiones referidas a la soberanía de Macao. Después de dos años de discusiones, el gobierno portugués decidió romper las relaciones diplomáticas con la República de China (Taiwán) el 8 de febrero de 1979 y, al día siguiente, estableció relaciones diplomáticas con la República Popular de China, o sea, con la China comunista.

## Traspaso a la República Popular de China

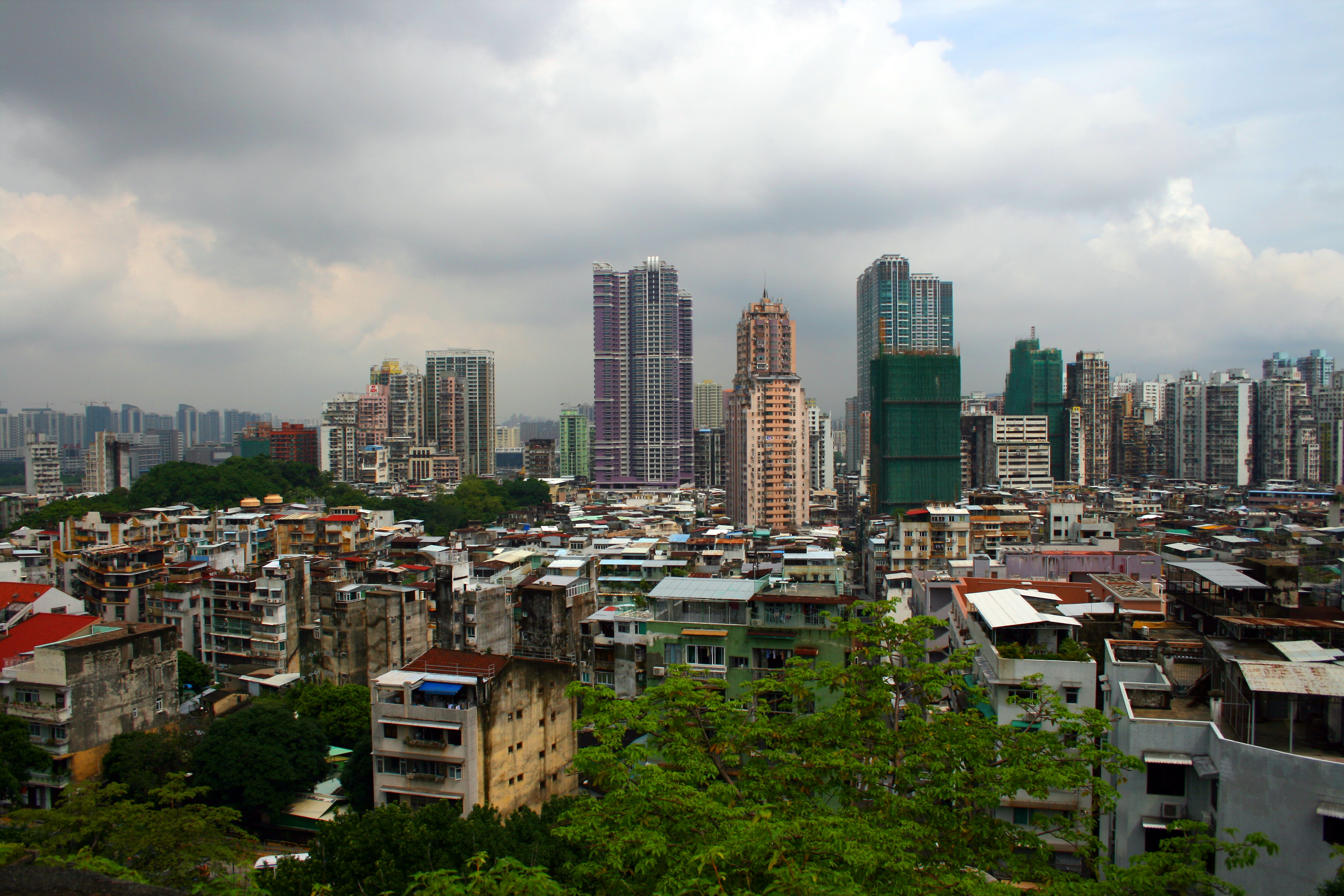
Vista de Macao (2010).

Tras el restablecimiento de las relaciones diplomáticas, la República Popular de China reconoció a Macao como "territorio chino bajo la administración portuguesa". En 1980, el general Melo Egídio se convirtió en el primer gobernador de Macao en hacer una visita oficial a Pekín. La visita destacó el interés de ambas partes en encontrar una solución mutuamente satisfactoria sobre el futuro de Macao. 
El 20 de mayo de 1986, la República Popular de China, junto con Portugal, anunciaron oficialmente que las conversaciones sobre los asuntos de Macao se iniciarían el 30 de junio siguiente en Pekín. Así, tras cuatro rondas de conversaciones conjuntas, el 13 de abril de 1987, se firma una Declaración Conjunta fijando el 20 de diciembre de 1999 como fecha final para el retorno de Macao a la total soberanía china como una Región administrativa especial. 
Durante el período de transición, el gobierno portugués seguiría siendo el responsable de la administración de Macao. Mientras tanto, el Congreso Nacional del Pueblo de la República Popular de China aprobó, el 31 de marzo de 1993, la Ley Básica para la Región Administrativa Especial de Macao, que desde el traspaso efectivo pasaría a ser la ley constitucional para Macao. 
El Partido Comunista Chino prometió utilizar una fórmula bautizada "un país, dos sistemas", asegurando que el sistema económico socialista de China no se implantaría en Macao y que la excolonia portuguesa disfrutaría de un alto grado de autonomía en todos los asuntos excepto en los temas vinculados a relaciones exteriores y defensa, que estarían a cargo del gobierno chino hasta el 2049, o sea, cincuenta años después del traspaso.
Así la historia de la colonización europea en territorio chino entraba a su fin: en 1997 los británicos entregaban la administración de Hong Kong y en 1999 se producía el traspaso de Macao.
En 1999 los 199 miembros de un Comité de Selección (designado por Pekín) eligieron como nuevo mandatario de la Región Administrativa Especial, al banquero Edmund Ho Hauwah. El Comité Permanente del Congreso Popular Nacional sería de ahora en más, el órgano competente para la implementación de la Ley Básica aprobada para regir al territorio.
Para Portugal, la transferencia de la soberanía de Macao a China marcó el final del imperio portugués en el extranjero y el fin del proceso de descolonización. 
Desde el traspaso, Macao mejoró sus condiciones de seguridad pública y se consolidó como centro turístico con una gran infraestructura de casinos y juegos de azar, avalada por el gobierno chino. Si bien, la ley que regula el territorio establece que en los próximos diez años solo 200 000 nuevos emigrantes chinos podrán obtener derecho de residencia, la realidad es que el traspaso de la soberanía hizo más fácil para los residentes de la parte continental viajar de ida y vuelta: solo en 2005, Macao recibió más de 10 millones de turistas provinientes de la China continental, constituyendo el 60% del número total de turistas. 
- Datos: Q1369628
- Multimedia: History of Macau / Q1369628